# Банка на Федералния резерв
Банките на Федералния резерв са дванадесет регионални банки, образуващи системата на Федералния резерв, изпълняващ функциите на централна банка на Съединените американски щати. Всяка от тях обслужва един от географски обособените райони на Федералния резерв, създадени със Закона за Федералния резерв от 1913 година.
Дванадесетте банки на Федералния резерв са:
- Бостънска банка на Федералния резерв
- Нюйоркска банка на Федералния резерв
- Филаделфийска банка на Федералния резерв
- Кливландска банка на Федералния резерв
- Ричмъндска банка на Федералния резерв
- Атлантска банка на Федералния резерв
- Чикагска банка на Федералния резерв
- Сейнтлуиска банка на Федералния резерв
- Минеаполиска банка на Федералния резерв
- Банка на Федералния резерв в Канзас Сити
- Даласка банка на Федералния резерв
- Санфранциска банка на Федералния резерв